# Sara Copio
Sarra (Sara) Copia Sulam (Coppio) (Venezia, tra il 1588 e il 1590 – Venezia, 15 febbraio 1641) è stata una letterata italiana.

## Biografia
Nacque da Simone e Rebecca (o Ricca) in una delle più importanti e ricche famiglie della comunità ebraica di Venezia. Dediti ai commerci, i Copio mantenevano diversi rapporti con la comunità ebraica di Modena dalla quale, forse, traevano origine. Verso il 1613 sposò Giacobbe Sullam, che aveva pure ascendenza modenese. Oltre a Rebecca, morta a soli dieci mesi, e a un parto abortivo, non sembra aver avuto altri figli.
Fu una delle donne più colte dell'epoca, con profonde conoscenze in ambito letterario, musicale, storico e teologico. Studiò filosofia, astrologia e lettere antiche, e doveva conoscere anche testi latini, ebraici e spagnoli in lingua originale. Dovette buona parte della sua istruzione a Leone Modena, che le dedicò la tragedia Ester.
Si cimentò in lavori letterari, ma di essi non resta nulla. La sua notorietà si lega quindi ad un salotto aperto non solo agli ebrei, ma anche a intellettuali cristiani quali Giovanni Basadonna, Baldassarre Bonifacio, Numidio Paluzzi, Alessandro Berardelli, Gianfrancesco Corniani.

## Il dibattito sulla religione
Intrattenne un carteggio con Ansaldo Cebà, autore de La Reina Ester; l'epistolario, di cui però restano solo le lettere firmate dal letterato, contengono un interessante dibattito religioso scaturito dall'esortazione del Cebà ad abbracciare la fede cristiana, cui seguì il netto rifiuto della Copio. Da questa raccolta si può inoltre delineare un ritratto dell'ebrea: una donna cagionevole di salute, ma dal carattere forte e dalla vivace intelligenza, estremamente colta nonché fiera di appartenere alla comunità israelita.
L'invito alla conversione fu poi avanzato da altri, come il Bonifacio. Quest'ultimo indirizzò alla Copio il libretto Dell'immortalità dell'anima (1621), nel quale la criticava per le sue idee in proposito. Lei rispose subito con il Manifesto di Sarra Copia Silam Hebrea. Nel quale è da lei riprovata, e detestata l'opinione negante l'immortalità dell'Anima, falsamente attribuitale dal Sig. Baldassare Bonifaccio, con cui respinse l'accusa di non credere all'immortalità dell'anima attraverso un'efficace argomentazione teologica e filosofica. Il Bonifacio redasse allora una Risposta al Manifesto con il quale spiegava che il suo primo trattato si riferiva nel particolare a una lettera della Copio del 1619 (è riportata in appendice), che in realtà non tratta della credenza o meno nell'immortalità dell'anima, riguardando la polemica sulla religione che aveva già intrattenuto con il Cebà.

## Il raggiro del Paluzzi
Successivamente fu vittima di uno squallido raggiro tramandato dall'Avviso di Parnaso, uno scritto inedito conservato al Museo Correr. La donna aveva assunto quale precettore Numidio Paluzzi e questi, assieme a una combriccola composta da Alessandro Berardelli e altri, si rese autore di una serie di furti in casa della Copio. Il Paluzzi le fece credere che fossero opera di fantasmi e, in aggiunta, le inviò una falsa lettera galante di un francese del quale sarebbe stata innamorata, rivelandole poi la presenza di uno spirito in grado di stabilire un contatto con Parigi. Nel giro di poco tempo la truffa fu sulla bocca di tutti e, infine, giunse alle orecchie della Copio che denunciò tutto ai Signori di notte al Criminale: il Berardelli fu arrestato, mentre lei licenziava il Paluzzi. Ciò non bastò per fermare le scelleratezze dei due che diffusero una satira, la Sarreide (perduta); in seguito il Berardelli pubblicò una raccolta di rime del Paluzzi, morto qualche tempo prima, includendovi anche i sonetti inviati dalla Copio al Cebà in quanto, a detta sua, il vero autore era proprio il Paluzzi, che la donna aveva derubato delle sue opere mentre era sul letto di morte.
Dopo questa vicenda, non si hanno altre notizie sul suo conto. La data di morte è attestata dal Necrologio Ebrei dei provveditori alla Sanità.